# كلاي ويلسون
كلاي ويلسون (بالإنجليزية: Clay Wilson)‏ هو لاعب هوكي الجليد أمريكي، ولد في 5 أبريل 1983 في ستورغين ليك في الولايات المتحدة.

## وصلات خارجية
- كلاي ويلسون على موقع دوري الهوكي الوطني (الإنجليزية)
- كلاي ويلسون على موقع دوري الهوكي للقارات (الإنجليزية)
- كلاي ويلسون على موقع EliteProspects.com (الإنجليزية)
- كلاي ويلسون على موقع HockeyDB.com (الإنجليزية)
- كلاي ويلسون على موقع Hockey-Reference.com (الإنجليزية)